# Кислотный дом (фильм)
«Кислотный дом» (англ. The Acid House, от названия соответствующего направления в музыке) — художественный фильм британского кинорежиссёра Пола Макгигана, основанный на серии рассказов Ирвина Уэлша «Эйсид Хаус». Ирвин сам написал сценарий к фильму и появляется в нём в эпизодической роли.

## Сюжет
Фильм состоит из трёх независимых частей: «Общее дело Грэнтон Стар», «Рохля» и «Кислотный дом».
Это три переплетённых истории о тёмной стороне Шотландии и воспоминаниях Ирвина Уэлша.
Первая из них — «Общее дело Грэнтон Стар». В один и тот же день главного героя выгоняют из своей футбольной команды, с работы, бросает девушка, выгоняют из дома родители, его арестовывают и избивают полицейские, а пьяница в пабе, который оказывается Богом, за грехи, прежде всего за леность, превращает его в муху…
Вторая история называется «Рохля». Главный герой этой истории слишком мягкотел для того, чтобы что-то предпринять, когда его жена поселяется на втором этаже с бандитом.
«Кислотный дом» — последняя история, в которой футбольный хулиган и отребье Коко Брайс после приёма ЛСД и удара молнией обменивается телами с только что рождённым в обеспеченной семье среднего класса ребёнком.

## В ролях

### «Общее дело Грэнтон Стар»
- Стивен Маккоул[англ.] — Боб
- Морис Роевз — Бог
- Гэрри Суини — Кев
- Дженни Маккриндл — Эвелин
- Саймон Уэйр[англ.] — Тамбо
- Айэйн Эндрю — Грант
- Ирвин Уэлш — Парки
- Энни Луиза Росс — Дорин
- Деннис О’Коннор — Кохрейн
- Джон Гарднер — сержант Моррисон
- Пэт Стэнтон — бармен
- Вильям Блэр — сотрудник
- Гэри Маккормак[англ.] — сотрудник
- Малколм Шилдс — сотрудник
- Стюарт Престон — Раффери

### «Мягкотелый»
- Кевин Маккидд — Джонни
- Мишель Гомес — Катриона
- Морис Роевз — пьяный
- Гэри Маккормак — Ларри
- Там Дин Берн[англ.] — Алек
- Найелл Грейг Фултон — Алан
- Кэс Харкинс — Сканко
- Морган Симпсон — Шанталь в младенчестве
- Марни Кидд — Шанталь в детстве
- Элисон Пиблс[англ.] — мама
- Сара Гудджен — новая девушка
- Кэти Эклин — Вэнди
- Вилльям Макгиган — певец в пабе

### «Кислотный дом»
- Юэн Бремнер — Коко Брайс
- Мартин Клунс — Рори
- Джемма Редгрейв — Дженни
- Арлин Кокберн — Кристи
- Джейн Стейблер — Эмма
- Морис Роэвз — священник